# باول زيمارمان (نحات)
باول زيمارمان (بالألمانية: Paul Zimmermann)‏ هو نحات ألماني، ولد في 26 يناير 1939 في توبينغن في ألمانيا.